# Sheyla Hernández
Sheyla Hernández Estupiñán (4 de diciembre de 2000) es una deportista cubana que compite en judo adaptado. Ganó una medalla de plata en los Juegos Paralímpicos de París 2024, en la categoría de +70 kg (clase J2).

## Palmarés internacional
| Juegos Paralímpicos | Juegos Paralímpicos | Juegos Paralímpicos | Juegos Paralímpicos |
| Año                 | Lugar               | Medalla             | Categoría           |
| ------------------- | ------------------- | ------------------- | ------------------- |
| 2024                | París (Francia)     | Medalla de plata    | +70 kg J2           |